# Ivan Korčok
Ivan Korčok (* 4. dubna 1964 Banská Bystrica) je slovenský diplomat a politik, bývalý ministr zahraničních věcí Matovičovy vlády a poté i Hegerovy vlády, jakožto bezpartijní nominant strany SaS. V letech 2018–2020 působil ve funkci velvyslance ve Spojených státech. 
Ve slovenských prezidentských volbách 2024 kandidoval jako nestraník s podporu (např. PS, Demokrati, SaS, MES, Most-Híd 2023, Fórum, ZA ĽUDÍ a Slovensko). Ve druhém kole prohrál se zvoleným prezidentem Peterem Pellegrinem. Následně se stal členem hnutí PS.

## Životopis
V letech 1983–1987 studoval na Ekonomické univerzitě v Bratislavě, v letech 1991–1995 absolvoval postgraduální studium na Institutu mezinárodních vztahů Univerzity Komenského v Bratislavě.

## Politická kariéra

### Působení v diplomacii
V roce 1992 začal působit na tehdejším Ministerstvu mezinárodních vztahů SR, v letech 1993 až 1996 byl tajemníkem velvyslanectví v německém Bonnu. V letech 1996 až 1997 byl mluvčím Ministerstva zahraničních věcí, v letech 1997 až 1998 působil tamtéž v Odboru analýz a plánování. Na velvyslanectví ve Švýcarsku působil v letech 1998 až 1999 jako rada a chargé d'affaires. V letech 1999 až 2001 byl zástupcem velvyslance stálé mise při NATO.
V letech 2001 až 2002 působil opět na Ministerstvu zahraničních věcí, jako generální ředitel Sekce mezinárodních organizací a bezpečnostní politiky. V letech 2002 až 2005 byl tamtéž státním tajemníkem. V letech 2002 až 2003 byl členem Evropského konventu.

#### Slovenský velvyslanec
V letech 2005 až 2009 působil jako velvyslanec v Německu. Následně byl v letech 2009–2015 stálým představitelem Slovenska při Evropské unii. V letech 2015 až 2017 byl zmocněncem vlády pro předsednictví SR v Radě EU. V letech 2015 až 2018 byl opět státním tajemníkem na Ministerstvu zahraničních věcí a evropských záležitostí.
V srpnu 2018 byl prezidentem Andrejem Kiskou jmenován slovenským velvyslancem ve Spojených státech, v září předal své pověřovací listiny americkému prezidentovi Donaldu Trumpovi. Korčok se stal sedmým slovenským velvyslancem ve Spojených státech.

### Ministr zahraničních věcí
Po slovenských parlamentních volbách v únoru 2020 byl liberální stranou SaS nominován na post ministra zahraničí. V den jmenování Matovičovy vlády 21. března 2020 byl z důvodu omezení transatlantického letového provozu v důsledku pandemie covidu-19 stále ve washingtonské velvyslanecké rezidenci. Po návratu na Slovensko podstoupil 14denní karanténu. Řízením ministerstva byl v mezidobí pověřen vicepremiér a předseda SaS Richard Sulík.
Jmenování za člena vlády se uskutečnilo 8. dubna téhož roku. Rezignaci na ministerskou funkci oznámil 24. března 2021, o den později prezidentka Zuzana Čaputová demisi přijala. Dne 1. dubna 2021 byl jmenován ministrem zahraničních věcí ve vládě Eduarda Hegera. Dne 5. září 2022 podal demisi, ale ve funkci ještě krátce zůstal do odvolání prezidentkou Zuzanou Čaputovou.

### Prezidentská kandidatura
V červnu 2023 se o něm začalo hovořit v souvislosti s oznámením prezidentky Zuzany Čaputové, že již nebude kandidovat, jako o možném kandidátovi na funkci hlavy státu. Sám Korčok kandidaturu nevyloučil a na dotaz médií uvedl, že ji zvažuje. Podporu mu kromě SaS vyjádřilo mimo jiné také opoziční hnutí Progresívne Slovensko a Kresťanskodemokratické hnutie.
Kandidaturu oficiálně oznámil v srpnu téhož roku. Volební průzkumy mu přitom přisuzovaly zisk asi 30 až 35 % hlasů a možné první místo v prvním kole voleb, ovšem většina průzkumů favorizovala jeho hlavního oponenta Petera Pellegriniho.
Nakonec první kolo vyhrál, s až překvapivým výsledkem 42,5 % hlasů, o 5,5 procentního bodu před Peterem Pellegrinim. V druhém kole obdržel 46,87 % hlasů, a prezidentem se tak nestal. Na povolební tiskové konferenci se větou "Tohle Vám nezapomenu" ohradil proti nálepce válečného štváče a podporovatele vojenského řešení konfliktu na Ukrajině, za kterého byl politickými konkurenty v kampani označován.

### Další kariéra
V listopadu 2024 se stal členem hnutí Progresívne Slovensko.